# Родионов, Михаил Иосифович
Михаил Иосифович Родионов (1902—1987) — генерал-майор Советской Армии (15.07.1944), участник Великой Отечественной войны, Герой Советского Союза (1944).

## Биография

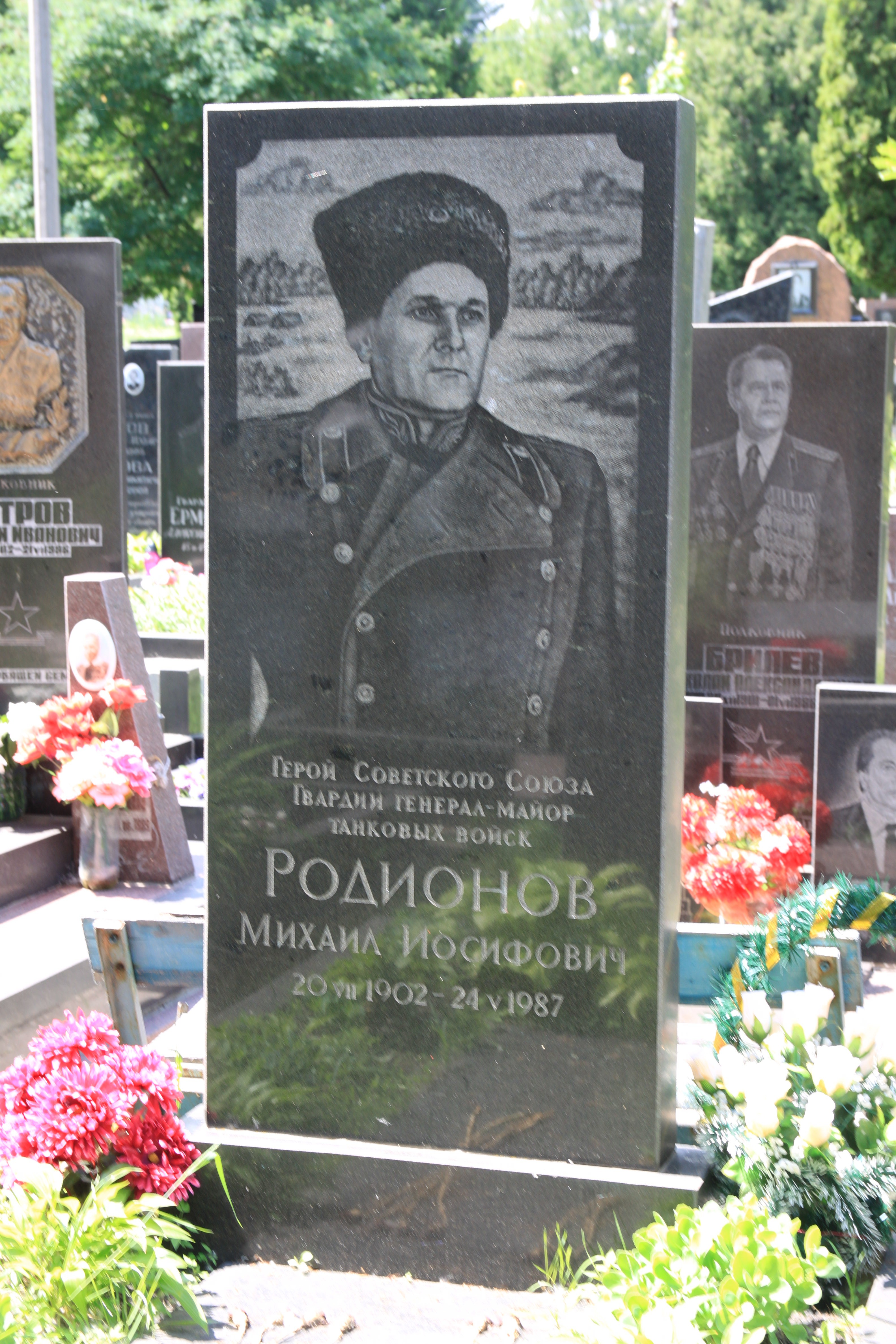
Могила Родионова на Лукьяновском военном кладбище Киева.

Михаил Родионов родился 20 июля 1902 года в деревне Колесово (ныне — Задонский район Липецкой области). После окончания начальной школы работал табельщиком на сахарном заводе в Ельце. 
В 1920 году Родионов был призван на службу в Рабоче-крестьянскую Красную Армию. Участвовал в боях Гражданской войны. В 1921 году он окончил курсы усовершенствования командного состава, в 1932 году — курсы усовершенствования командного состава при Орловской танковой школе. С 1936 по 1940 годы командовал военно-строительным батальоном, выполнявшим задачи по сооружению на оборонных промышленных объектов Хабаровска и Комсомольска-на-Амуре.   
С 1942 года — на фронтах Великой Отечественной войны, командир 36-й механизированной бригады Воронежского фронта. С 25 декабря 1942 года по 12 февраля 1943 года командовал 9-й гвардейской механизированной бригадой. Принимал участие в боях на Сталинградском, Южном и Воронежском фронтах. К июню 1944 года гвардии полковник Михаил Родионов командовал 7-й гвардейской механизированной бригадой 3-го гвардейского механизированного корпуса 3-го Белорусского фронта. Отличился во время Витебско-Оршанской операции.
28 июня 1944 года бригада Родионова, преследуя отходящие части противника, ворвалась в город Лепель и при активном содействии других частей освободила его.
Указом Президиума Верховного Совета СССР от 4 июля 1944 года за «умелое руководство войсками и личную храбрость, проявленные при форсировании реки Березины и при разгроме гитлеровского гарнизона в городе Лепель» гвардии полковник Михаил Родионов был удостоен высокого звания Героя Советского Союза с вручением ордена Ленина и медали «Золотая Звезда».
В дальнейшем Родионов участвовал в освобождении Прибалтики, боях в Восточной Пруссии. 
После окончания войны Родионов продолжил службу в Советской Армии. В 1946-1952 годах — начальник учебного отдела Киевского танкового технического училища. В 1952 году он окончил курсы усовершенствования офицерского состава. В том же году Родионов был уволен в запас. Проживал в Киеве. 
Умер 24 мая 1987 года, похоронен на Лукьяновском военном кладбище Киева.
Был награждён двумя орденами Ленина, четырьмя орденами Красного Знамени, двумя орденами Отечественной войны 1-й степени, рядом медалей.